# دوزجه (یورغیر)
دوزجه (به ترکی استانبولی: Düzce) یک منطقهٔ مسکونی در ترکیه است که در یورغیر واقع شده‌است.